# Dioncounda Traoré
Pour les articles homonymes, voir Traoré.
Dioncounda Traoré (), né le 23 février 1942 à Kati, est un homme d'État malien. Président de l'Assemblée nationale de 2007 à 2012, puis président de la République par intérim du 12 avril 2012 au 4 septembre 2013.

## Jeunesse
Il est le fils de Boubacar Traoré, premier commandant de la garde républicaine et goums du Mali à l'indépendance. Dioncounda Traoré poursuit ses études à Kati, puis à Nara, Kayes et à Fréjus, en France.
Il obtient le bac au lycée Terrasson-de-Fougères à Bamako en 1961. Il poursuit ensuite des études supérieures, en Union soviétique, en Algérie (à l'université d'Alger) et en France, et obtient un doctorat en mathématiques. Fonctionnaire, il est directeur général de l’École nationale d’ingénieurs.

## Débuts en politique
Militant syndical et politique au sein des associations combattant le régime de Moussa Traoré, il est l'un des cofondateurs en 1990 de l’Alliance pour la démocratie au Mali-Parti africain pour la solidarité et la justice (Adéma-PASJ).
Le 9 juin 1992, à la suite de l'élection d'Alpha Omar Konaré, Dioncounda Traoré est nommé ministre de la Fonction publique, du Travail et de la Modernisation de l’Administration, puis le 16 avril 1993, il devient ministre d’État, ministre de la Défense nationale et enfin ministre d’État, ministre des Affaires étrangères, des Maliens de l’extérieur et de l’Intégration africaine du 25 octobre 1994 jusqu’au 24 août 1997.
En 1997, Dioncounda Traoré n'est plus ministre mais entame une carrière de député. Il est élu député de Nara et préside le groupe Adéma-PASJ pendant toute la législature 1997-2002. En 2002, candidat à sa propre succession, il est battu aux élections législatives.
En octobre 2000, à la suite du départ d'Ibrahim Boubacar Keïta de l’Adéma-PASJ, Dioncounda Traoré prend la présidence du parti.

## Président de l'Assemblée nationale
Après le succès de son parti aux élections législatives maliennes de 2007 (qui n'a cependant pas présenté de candidat à l'élection présidentielle), Dioncounda Traoré est élu président de l’Assemblée nationale le 3 septembre 2007, par 111 voix, contre 31 pour Mountaga Tall du Congrès national d’initiative démocratique (CNID) et cinq bulletins nuls.
Le 30 juillet 2011, les délégués des 53 sections de l'intérieur et ceux des 23 sections de l'extérieur de l'Adéma-PASJ approuvent à l’unanimité la candidature de Dioncounda Traoré à l'élection présidentielle prévue en avril 2012.

## Coup d'État de 2012
En janvier 2012, le Mouvement national pour la libération de l'Azawad (MNLA), rejoint par le mouvement salafiste Ansar Dine, déclenche une insurrection dans le nord du Mali.
Le 21 mars 2012, de jeunes militaires maliens, conduits par le capitaine Amadou Haya Sanogo renversent le président de la République Amadou Toumani Touré lors d'un coup d'État, dont le mandat expirait trois mois plus tard. Des sanctions économiques sont prises par la Communauté économique des États de l'Afrique de l'Ouest (Cédéao). Profitant de la confusion, le MNLA et Ansar Dine occupent les trois régions du nord du Mali. Le MNLA proclame unilatéralement l'indépendance de l'Azawad, indépendance non reconnue par la communauté internationale. Le coup d'État est également condamné par la communauté internationale, dont la Cédéao, laquelle prend des sanctions.
Une médiation, menée sous l'égide de la Cédéao par le Burkina Faso, aboutit à un accord le 6 avril 2012 : le président Amadou Toumani Touré accepte de démissionner et Dioncounda Traoré, président de l'Assemblée nationale, devient président de la République par intérim.

## Président de la République par intérim

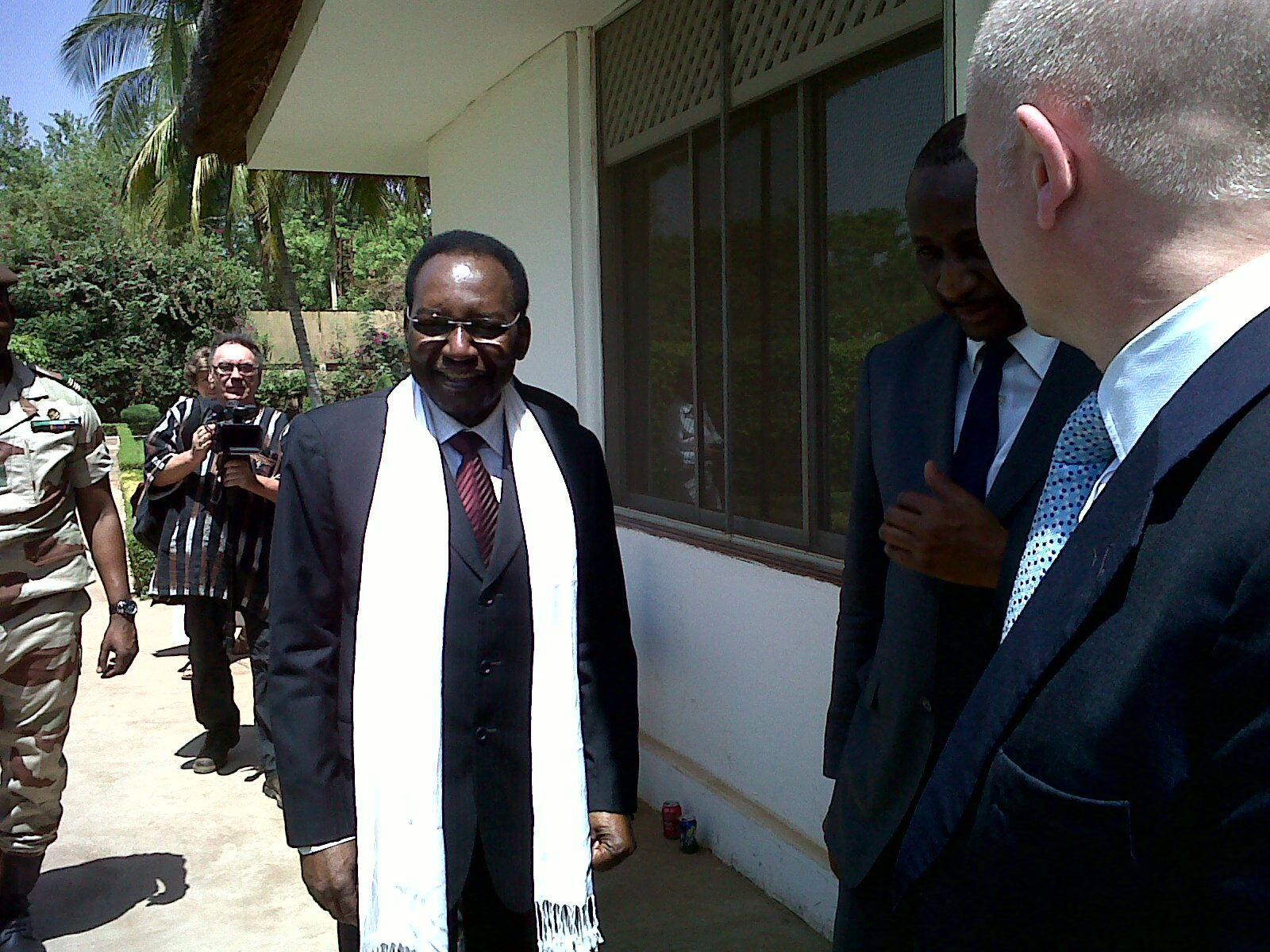
Le président Dioncounda Traoré le 4 mars 2013, pendant une visite du ministre britannique des affaires étrangères William Hague (à droite au premier plan).

Le 7 avril 2012, Dioncounda Traoré, réfugié au Burkina Faso à la suite du coup d'État, rentre à Bamako pour prendre ses fonctions et organiser des élections démocratiques. Le 8 avril 2012, Amadou Toumani Touré annonce officiellement qu'il démissionne de ses fonctions présidentielles,, ouvrant la voie au départ de la junte. Dioncounda Traoré est investi président de la République par intérim le 12 avril et nomme Cheick Modibo Diarra au poste de Premier ministre le 17. Il laisse par ailleurs la présidence de l'Assemblée nationale à Younoussi Touré.
Le 21 mai 2012, il est violemment attaqué par une foule en colère jusque dans son bureau. Il part se faire soigner en France et regagne son pays le 27 juillet suivant. Il doit alors travailler à la formation d'un gouvernement d'union nationale.
En décembre 2012, le chef de la junte le capitaine Sanogo exige la démission de Cheick Modibo Diarra. À la suite de cette démission, Dioncounda Traoré nomme Diango Cissoko au poste de Premier ministre.
L'élection présidentielle qui se tient les 28 juillet et 11 août 2013 s'achève sur la victoire d'Ibrahim Boubacar Keïta auquel Dioncouda Traoré transmet le pouvoir le 4 septembre suivant.

## Haut représentant du chef de l’Etat pour le centre du Mali

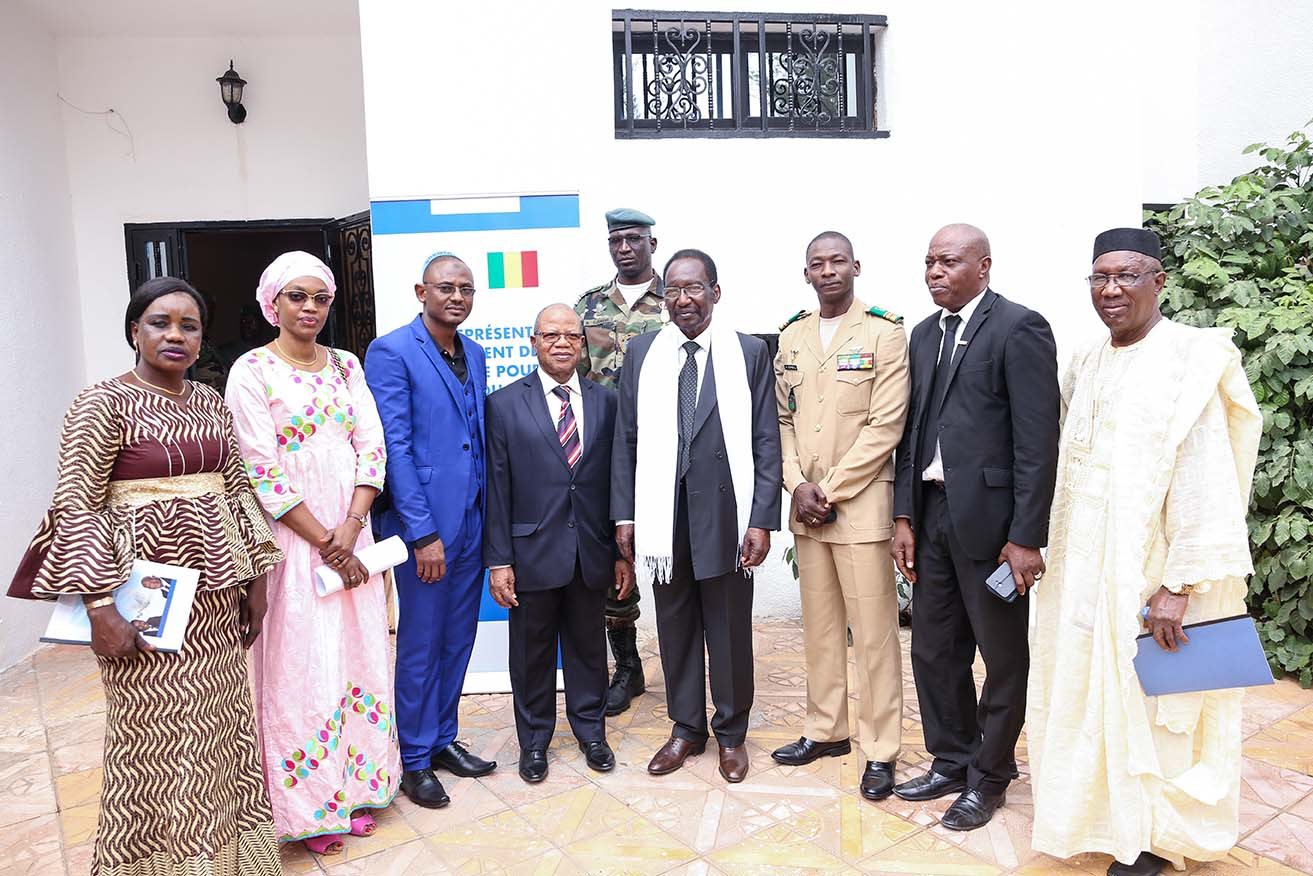
L'équipe de Dioncounda Traoré comme haut représentant du chef de l’Etat pour le centre du Mali, le 23 janvier 2020.

Le 20 juin 2019, Dioncounda Traoré est nommé haut représentant du président de la République pour le Centre, à la suite des massacres interethniques entre populations peuls et dogons, sur fond de présence djihadiste dans la région, dans le Centre du Mali,,.

## Lien connexe
- Élection présidentielle malienne de 2013